# Winds of Change
Winds Of Change – album studyjny grupy Eric Burdon & The Animals zwanej też The New Animals. Wydany został przez wytwórnię MGM Records.

## Historia i charakter albumu
Po rozwiązaniu się grupy The Animals Eric Burdon nagrał solowy album Eric Is Here firmowany jednak przez Eric Burdon and the Animals, i w którym perkusistą był Barry Jenkins. Zaraz po nagraniu płyty przystąpił do kompletowania składu nowej grupy. Problemem było znalezienie brytyjskich muzyków, którzy chcieliby zamieszkać w Kalifornii. 
Styl albumu stanowi mieszankę psychodelicznego rocka, ballad i ostrego rocka z brzmieniami przypominającymi nam powstałe dużo później gatunki – heavy metal i rock gotycki. 
Tytułowa kompozycja to psychodeliczny utwór przypominający modlitwy Dalekiego Wschodu, wzbogacony jest brzmieniem sitaru, natomiast tekst stanowi jakby litanię składającą się z nazwisk idoli rockowych i bluesowych. „The Black Plague” opowiada o zagrożeniu narkomanią, Burdon śpiewa tę pieśń w towarzystwie męskiego chóru, przywodzącego na myśl średniowieczne chóry klasztorne. „Yes I'm Experienced” stanowi jakby odpowiedź na utwór Jimiego Hendriksa (prywatnie przyjaciela Burdona) „Are You Experienced”.
"San Franciscan Nights” to hymn ku chwale hippisów, a w dzikim „Man - Woman” występują nieskrępowane treści erotyczne. Na tym krążku znajduje się także wersja piosenki „Paint It Black” zespołu The Rolling Stones. 
W recenzji z pisma „Teraz Rock” album ten dostał maksymalną ocenę (5 gwiazdek). Żadna z płyt The Animals ani Erica Burdona solo nie osiągnęła takiej oceny.

## Twórcy
- Eric Burdon – śpiew
- Barry Jenkins – perkusja
- John Weider – gitara, skrzypce
- Vic Briggs – gitara, fortepian, wibrafon
- Danny McCulloch – gitara basowa

## Lista utworów
| 1.  | „Winds of Change”                  | 4:00  |
|     |                                    |       |
| 2.  | „Poem by the Sea”                  | 2:15  |
|     |                                    |       |
| 3.  | „Paint It Black” (Jagger/Richards) | 6:20  |
|     |                                    |       |
| 4.  | „The Black Plague”                 | 6:05  |
|     |                                    |       |
| 5.  | „Yes I Am Experienced”             | 3:40  |
|     |                                    |       |
| 6.  | „San Franciscan Nights”            | 3:24  |
|     |                                    |       |
| 7.  | „Man - Woman”                      | 5:25  |
|     |                                    |       |
| 8.  | „Hotell Hell”                      | 4:20  |
|     |                                    |       |
| 9.  | „Good Times”                       | 2:50  |
|     |                                    |       |
| 10. | „Anything”                         | 3:20  |
|     |                                    |       |
| 11. | „It's All Meat”                    | 2:50  |
|     |                                    |       |
|     |                                    | 44:29 |
|     |                                    |       |
Wszystkie kompozycje autorstwa spółki (Burdon/Briggs/Weider/Jenkins/McCulloch) z wyjątkiem „Paint It Black”.

## Opis płyty
- Producent – Tom Wilson
- Nagrywający inżynierowie – Ami Hadani i Ed Kraimer
- Kierownik inżynierów – Val Valentin
- Aranżer utworów – Vic Briggs
- Projekt okładki – Paragon Publicity (według wskazówek Erica Burdona)
- Czas – 44 min 29 s
- Inżynier remiksów – Gary Kellgren i Ed Kraimer
- Firma nagrywająca – MGM
- Numer katalogowy – SE 4484

Wznowienia
- Firma nagraniowa – One Way Records
- Numer katalogowy – OW 30335
- Data – 1994
- Firma nagraniowa – Repertoire
- Numer katalogowy – RPR 1003
- Data – 2003
- Bonusy:

1. Good Times (singel – wersja mono)
2. Ain't That So
3. San Franciscan Nights (singel – wersja mono)
4. Gratefully Dead

## Listy przebojów

### Album
| Rok  | Lista                    | Pozycja |
| ---- | ------------------------ | ------- |
| 1967 | Billboard. Albumy popowe | 42      |

### Single
| Rok  | Singel             | Lista                    | Pozycja |
| ---- | ------------------ | ------------------------ | ------- |
| 1967 | „When I Was Young" | Billboard. Single popowe | 15      |

| Rok  | Singel                  | Lista                     | Pozycja |
| ---- | ----------------------- | ------------------------- | ------- |
| 1967 | „San Franciscan Nights" | Billboard. Single popowe  | 9       |
| 1967 | „San Franciscan Nights" | Oficjalna lista brytyjska | 7       |

| Rok  | Singel       | Lista                     | Pozycja |
| ---- | ------------ | ------------------------- | ------- |
| 1967 | „Good Times" | Oficjalna lista brytyjska | 20      |

| Rok  | Singel     | Lista                    | Pozycja |
| ---- | ---------- | ------------------------ | ------- |
| 1968 | „Anything" | Billboard. Single popowe | 80      |